# Catagramma micheneri
Catagramma micheneri är en fjärilsart som beskrevs av Dillon 1948. Catagramma micheneri ingår i släktet Catagramma och familjen praktfjärilar. Inga underarter finns listade i Catalogue of Life.